# Valeri Neverov
Valeri Neverov (rus: Валерий Неверов; nascut el 21 de juny de 1962 a Khàrkiv) és un jugador d'escacs ucraïnès que té el títol de Gran Mestre des de 1991.
A la llista d'Elo de la FIDE de l'abril de 2021, hi tenia un Elo de 2433 punts, cosa que en feia el jugador número 74 (en actiu) d'Ucraïna. El seu màxim Elo va ser de 2601 punts, a la llista d'octubre de 2002 (posició 105 al rànquing mundial).

## Resultats destacats en competició
Neverov ha estat quatre cops campió d'Ucraïna, els anys 1983, 1985, 1988 i 1996.
El 1991 va guanyar el Memorial Capablanca a l'Havana.
Va participar en el Campionat del món de 2004 (FIDE), però fou eliminat en primera ronda per Xakhriar Mamediàrov. El 2007/08 va empatar al primer lloc amb Nijat Mammadov i Vadim Malakhatko al Hastings International Chess Congress.

### Participació en competicions per equips
Va participar, representant Ucraïna, a l'olimpíada de 2002 a Bled.